# Fenna Kalma
Fenna Kalma (* 21. November 1999 in Haskerhorne) ist eine niederländische Fußballspielerin und seit dem Jahr 2022 auch A-Nationalspielerin. Seit dem 27. Januar 2025 ist sie Vertragsspielerin der PSV Eindhoven.

## Karriere

### Vereine
In Haskerhorne, in der Gemeinde De Fryske Marren (Provinz Friesland) geboren, begann Kalma im Ort Oudehaske in der Gemeinde Heerenveen bei der dort ansässigen Voetbalvereniging Oudehaskse mit dem Fußballspielen. Im Alter von zwölf Jahren wechselte sie in die Jugendabteilung der VV Heerenveen, die sie nach drei Jahren verließ. Im Alter von 15 Jahren wechselte sie ins Centrum voor Topsport en Onderwijs (CTO), dem niederländischen Nachwuchsleistungszentrum in Amsterdam.
Zur Saison 2016/17 wurde sie vom SC Heerenveen verpflichtet, für den sie bis zum Saisonende 2018/19 Punktspiele in der Eredivisie, der höchsten Spielklasse im niederländischen Frauenfußball, bestritt.
Von 2019 bis 2023 gehörte sie dem Ligakonkurrenten FC Twente Enschede an, bevor sie vom Bundesligisten VfL Wolfsburg für drei Jahre verpflichtet wurde.
Mit der vorzeitigen und einvernehmlichen Auflösung ihres bis zum 30. Juni 2026 datierten Vertrages verließ die Spielerin den VfL Wolfsburg und schloss sich der PSV Eindhoven mit sofortiger Wirkung am 27. Januar 2025 an, an den sie bis zum 30. Juni 2028 vertraglich gebunden ist.

### Nationalmannschaft
Nachdem Kalma in einem Zeitraum von acht Jahren 35 Tore in 39 Länderspielen für die Nachwuchsnationalmannschaften des KNVB der Altersklassen U17, U19, U20 und U23 bestritten hatte, debütierte sie für die A-Nationalmannschaft, die am 2. September 2022 in Zwolle das in Freundschaft ausgetragene Länderspiel gegen die  Nationalmannschaft Schottlands mit 2:1 gewann – mit ihrem Siegtreffer in der 89. Minute.

## Erfolge
- Niederländischer Meister 2021, 2022
- KNVB-Pokal-Sieger 2023
- Gewinn des DFB-Pokals 2024
- Niederländischer Supercup-Sieger 2023
- Torschützenkönigin Eredivisie 2022, 2023 (33 und 31 Tore)